# فابيان روسيل
فابيان روسيل هو صحفي وسياسي فرنسي، ولد في 16 أبريل 1969 في بيثون في فرنسا. نشط حزبياً في الحزب الشيوعي الفرنسي. وقد انتخب  خلال فترته النيابية ‏ (24 مارس 2014 – 17 مايو 2020) وانتخب  لترشحه ضمن قائمة Saint-Amand-les-Eaux ‏، خلال فترته النيابية ‏ (23 مارس 2014 – ) وانتخب نائب فرنسي عن دائرة Nord's 20th constituency ‏ وقد انضم خلال فترته النيابية ‏ (21 يونيو 2017 – ) للكتلة البرلمانية Democratic and Republican Left group ‏.

## وصلات خارجية
- الموقع الرسمي